# Kattorna
Kattorna är en svensk dramafilm från 1965 i regi av Henning Carlsen. I rollerna ses bland andra Eva Dahlbeck, Gio Petré och Monica Nielsen.
Filmens förlaga var pjäsen Kattorna av Walentin Chorell, vilken hade haft urpremiär 1961. Filmen spelades in mellan den 17 september och 24 oktober 1964 i Stal-Lavals fabrik i Nacka utanför Stockholm. Chorell skrev även filmens manus och fotograf under inspelningen var Mac Ahlberg. Originalmusik komponerades av Krzysztof Komeda och filmen klipptes ihop av Carlsen. Den premiärvisades 15 februari 1965 på biografer i Stockholm och Uppsala.
Eva Dahlbeck fick för sin insats motta en Guldbagge i kategorin "Bästa skådespelerska" 1965. Filmen tilldelades även Svenska Filminstitutets kvalitetsbidrag på 107 912,14 svenska kronor.

## Handling
Kattorna utspelar sig på en tvättinrättning där många kvinnor ("kattor") arbetar. Arbetsledaren Marta tar sig an den unga flickan Rike och blir då utpekad som homosexuell.

## Rollista
- Eva Dahlbeck – Marta Alleus
- Gio Petré	– Rike
- Monica Nielsen – Mirka
- Per Myrberg – Johnny
- Lena Granhagen – Ragni
- Hjördis Petterson	– Anna
- Isa Quensel – Tora
- Ruth Kasdan – Xenia
- Inga Gill	– Klara
- Lena Hansson – Sally
- Irma Erixson – Sandra
- Gudrun Östbye – Hilka
- Monica Lindberg – Annika
- Karin Miller – Helga
- Celeste Alm – Ann-Marie
- Annica Rehnström – Ellen
- Margita Nyström – Greta

### Fotnoter
1. 1 2 3 4  ”Kattorna”. Svensk Filmdatabas. Arkiverad från originalet den 16 juli 2014. https://web.archive.org/web/20140716075854/http://sfi.se/sv/svensk-filmdatabas/Item/?itemid=4704&type=MOVIE&iv=Basic&ref=%2Ftemplates%2FSwedishFilmSearchResult.aspx%3Fid%3D1225%26epslanguage%3Dsv%26searchword%3Dkattorna%26type%3DMovieTitle%26match%3DBegin%26page%3D1%26prom%3DFalse. Läst 3 april 2013.